# Pavelló Municipal d'Esports (Granollers)
El Pavelló Municipal d'Esports és una obra de Granollers (Vallès Oriental) inclosa a l'Inventari del Patrimoni Arquitectònic de Catalunya.

## Descripció
El pavelló municipal d'esports, situat entre els carrers Enric Prat de la Riba i Lluís Companys, es va inaugurar el dia 23 de maig de 1960, durant les fires i festes de l'Ascensió.
El projecte fou obra de l'arquitecte municipal Joan Barangué Tusquets i era la primera peça d'un complex esportiu que, amb el nom, de Parc Municipal d'Esports Amateurs, s'havia d'estendre entre la fàbrica Roca Umbert i el riu Congost.
Inicialment, aquest havia de comptar, amb un gimnàs i unes pistes d'atletisme.
Els terrenys foren en part donats l'any 1956 per la fàbrica Roca Umbert i la resta adquirits a la senyora Antònia Moncau.
Les obres van iniciar-se el febrer de 1959 a càrrec de l'empresa dels senyors Massana i Folch, Materiales y Obras, SA i en fou l'aparellador el senyor Jaime Agustí Martí.
El pavelló municipal d'esports fou el tercer en tot l'estat en tenir una coberta, després dels de Barcelona i Alacant. El projecte inicial incloïa un gimnàs i per a tal finalitat es va sol·licitar una subvenció a la Diputació de Barcelona. Una vegada atorgada es va ampliar el projecte amb una posta de 20 per 40 metres (la qual cosa va implicar ampliar-lo amb una arcada més), i una galeria que tenia inicialment prevista una cabuda per a unes 2000 persones (800 assegudes i 1200 dempeus), gràcies també a la intervenció de la Delegación Nacional de Educación Física y Deportes que aleshores presidia Juan Antonio Samaranch.
La construcció va durar poc més d'un any i el condicionament dels jardins al voltant d'uns tres mesos.

## Història
Arquitectònicament, es caracteritza per una coberta cega, arrodonida i suportada per una estructura de formigó de 10 arcs que continuen a l'exterior i a cada costat, com una mena de contraforts exempts en forma de costellam. La llum interior la proporcionen els grans finestrals de vidre armat que separen l'obra vista de les parets laterals i el sostre, de forma que aquest últim sembla suspès. El frontó de l'entrada és recobert de ceràmica vitrificada o gresite.
Comptava amb un sistema de ventilació i renovació d'aire condicionat.
La pista era, inicialment, de dues capes de formigó amb un forjat de ferro entre ambdues. Força anys més tard, aquesta superfície fou recoberta per parquet cosa que li donarà el nom popular amb què se'l coneix actualment: "el parquet".
Finalment, i a partir de l'any 2000, s'hi fan treballs de rehabilitació de vestidors i altres dependències, amb la instal·lació d'un sistema de plaques de captació solar per a l'escalfament d'aigua i posteriorment, la impermeabilització de la coberta.
En l'actualitat es tracta d'un espai poliesportiu adequat per a la pràctica de l'handbol, futbol sala, bàsquet, hoquei patí, patinatge artístic, voleibol, i altres esports que requereixen una instal·lació coberta, però es tracta d'un espai prou polivalent i atractiu que ha allotjat a més d'altres competicions o exhibicions esportives (hípica, boxa, etc.), un gran nombre d'actes socials (concerts, cinema), actes i mítings polítics i fins i tot, va ser plató d'un programa de la televisió estatal de gran audiència, i d'un espot publicitari.
No obstant, en la memòria dels granollerins, "el Parquet" és on el Club Balonmano Granollers, durant la dècada dels 60 va consolidar el seu paper com a club de referència dins la història d'aquest esport.